# آدم وولانين
آدم ستانيسلاف فولانين (13 نوفمبر 1919 – 26 أكتوبر 1987) كان مهاجم كرة قدم بولندي أمريكي وكان لاعبًا في المنتخب الوطني الأمريكي في كأس العالم 1950. وهو عضو في قاعة المشاهير الوطنية لكرة القدم.

## المسيرة
بدأ فولانين مسيرته الاحترافية مع نادي الدرجة الأولى البولندي بوجون لفيف [الإنجليزية]
 عندما كان في السابعة عشرة من عمره. عندما غزت ألمانيا بولندا، مما أدى إلى اندلاع الحرب العالمية الثانية في سبتمبر 1939، فر فولانين إلى إنجلترا حيث لعب لصالح نادي بلاكبول الإنجليزي في الدرجة الأولى. ومع ذلك، لم يصبح أبدًا جزءًا من الفريق الأول قبل انتقاله إلى الولايات المتحدة. واستقر في نهاية المطاف في شيكاغو حيث لعب لصالح فريق المارون وإيه إيه سي إيجلز [الإنجليزية]
 في دوري كرة القدم الوطني في شيكاغو. في عام 1950، انضم إلى فريق شيكاغو فالكونز [الإنجليزية]
، وفاز بكأس التحدي الوطني لعام 1953 مع الفريق.

## المنتخب الوطني
في عام 1950، تم استدعاء وولانين إلى المنتخب الوطني للرجال في الولايات المتحدة للمشاركة في كأس العالم 1950. لعب في أول مباراة للولايات المتحدة في البطولة، والتي خسرها أمام إسبانيا بنتيجة 3–1.
تم إدخال وولانين، إلى جانب بقية فريق كأس العالم الأمريكي لعام 1950، إلى قاعة مشاهير كرة القدم الوطنية في عام 1976 وقاعة مشاهير كرة القدم في إلينوي في عام 1992. تم دفنه في مقبرة ومقبرة ماري هيل الكاثوليكية، في شيكاغو، إلينوي.

## وصلات خارجية
- Adam Wolanin على موقع الاتحاد الدولي (مؤرشف)  (الإنجليزية)
- Adam Wolanin على موقع قاعدة بيانات كرة القدم.إي يو (الإنجليزية)
- Adam Wolanin على موقع ناشيونال فوتبول تيمز (الإنجليزية)
- Adam Wolanin على موقع عالم كرة القدم.نت (الإنجليزية)
- National Soccer Hall of Fame profile
- "Chicago Eagles history" (بالبولندية). Archived from the original on 2007-10-16. Retrieved 2007-10-14.
- آدم وولانين – سجل منافسات الفيفا